# Arthur de La Mare
Pour les articles homonymes, voir Mare (homonymie).
Arthur de La Mare (La Trinité, Jersey, 15 février 1914 - 15 décembre 1994) est un diplomate, ambassadeur jersiais et écrivain de langue normande.

## Biographie
Arthur de La Mare fut élève au Pembroke College à Cambridge. 
En 1936, il rejoint le ministère des Affaires étrangères du Foreign Office. Il est envoyé comme diplomate à Tokyo, Séoul, San Francisco et Washington D.C.. 
De 1963 à 1965, il est ambassadeur en poste à Kaboul en Afghanistan. De 1968 à 1970, il est nommé haut commissionnaire à Singapour. Enfin de 1970 à 1973, il est nommé ambassadeur à Bangkok en Thaïlande.  
Arthur de La Mare est également un auteur écrivant en langue normande "Countes d'eun' èrvénu" (1990-1994, dans la Gazette du Sé) et chroniqueur du Jersey Evening Post dans lequel il tient également une rubrique en langue jersiaise.